# Тлеумагамбетов, Амирхан Тлеумагамбетович
Амирха́н Тлеумагамбе́тович Тлеумагамбе́тов, он же Алиха́н Ага́ев (каз. Әмірхан Тілеумағамбетұлы Тілеумағамбетов, Әлихан Ағаев, род. 25 марта 1908, Талдыкум, Уральская область, Российская империя, (совр. Кызылкогинский район, Атырауская область, Казахстан) — 19 мая 1944, Акшелек-Бураколь, Актюбинская область, Казахская ССР, СССР) — боец Туркестанского легиона, командир батальона, обер-лейтенант Вермахта, который в мае 1944 года осуществил высадку под Гурьевом (ныне Атырау) с целью устроить в Казахстане восстание против советской власти.

## Биография
Родился в 1908 году, в селении Талдыкум, Кызылкогинского района, Атырауской Области. Происходил из рода Акай — Майдан — Ысык, племени алшын. Отец Тлеумагамбет был крестьянином среднего достатка, мать по имени
Хансулу же являлась дочерью бывшего волостного старшины Тлеумагамбета. В семье, кроме Амирхана, было ещё шестеро детей. С  отличием закончил семилетнюю школу в Кызылкоге. После окончания в 1939 году института в Актюбинске, устроился на работу заместителем председателя районного исполкома и агрономом. Позже был приглашён на работу в Алма-Ату, в Народный комиссариат земледелия. После начала Великой Отечественной войны получил из военкомата повестку, когда находился в командировке в Чуйском районе Джамбульской области, оттуда же, не успев заехать к родным, поехал на фронт.
С опорой на дневник Тлеумагамбетова, чекисты сделали вывод о том, что командир взвода конных войск, старший лейтенант Тлеумагамбетов попал в плен во время боев под Москвой в ноябре 1941 года, тем самым прослужив на стороне Красной армии чуть больше месяца. Затем Тлеумагамбетов был отправлен в находящийся на юге Германии, городе Ставнау лагерь для военнопленных. Там же Тлеумагамбетов направил письмо в Берлин, где рассказал о желании создать отряд из пленных казахов и бороться против СССР. Некоторое время воевал на восточном фронте, служа в Туркестанском легионе. За хорошие результаты в боях, немцы присвоили ему звание лейтенанта. Позже был расположенном в 52 километрах от Берлина, в лагере города Люкенвальд. В этом лагере он отобрал среди военнопленных несколько казахов, пройдя с ними обучение в школе секретных агентов «Офлаг №3». Так началось формирование диверсионного отряда. Численность батальона первоначально составляла 40 человек. Формирование не входило в состав Туркестанского легиона, что дало возможность его командиру вносить раскол в организацию Вели Каюм-хана, обвиняя его в попытках травли национальных меньшинств и возвышении узбеков за счёт ущемления прав других.
После 8 месяцев активной подготовки к операции по высадке, батальон для накопления опыта был отправлен в Северную Италию, где на них неоднократно нападали итальянские партизаны. В апреле 1944 года отряд привезли в город Кранц близ Кёнигсберга, одели диверсантов в советскую военную форму, выдали поддельные документы, оружие, затем доставили в Бухарест. По пути их завезли на постоянную опорную базу в Люкенвальде, где был организован прощальный ужин. Тлеумагамбетов тогда произнес перед немецкими офицерами следующий тост:
Мы с честью выполним задание высшего немецкого командования. Я из знаменитого рода адай, поэтому подниму весь адайский род на борьбу против советской власти.
Позже, в ходе судебного процесса, задержанные диверсанты признали, что они должны были организовать в Казахстане крупное антисоветское восстание, а затем соединиться с немецкой армией. Перед вылетом отряд разделили на две группы. Одну группу возглавил Тлеумагамбетов, другую — его заместитель Бисеналиев. Выброшенные с парашютами 3 и 6 мая группы соединились в Саркаске Жылокосинского района Гурьевской области. В безлюдной степи их привлекло наличие двух колодцев с питьевой водой.
3 мая 1944 года Амирхан Тлеумагамбетов и его батальон высадились под Гурьевом. Там они следили за местностью, общались с местным населением, пытаясь убедить их восстать против Советского правительства и неоднократно  вступали в бой против чекистов из НКВД. 19 мая в местности Акшелек-Бураколь произошла последняя стычка. После долгого стрелкового боя пятеро диверсантов, в том числе Тлеумагамбетов, были убиты. Двое оставшихся диверсантов были пойманы спустя четыре дня чекистами, и преданы суду.

## Память
29 августа 2024 года, на месте захоронения обер-лейтенанта установили мемориальную доску в селе Мукыр, Кызылкогинского Района.